# TCP Wrappers
TCP Wrapper (còn được gọi là tcp_wrappers) là một hệ danh sách kiểm soát truy cập mạng dựa trên host được sử dụng để lọc truy cập mạng tới các máy chủ Internet Protocol trên hệ điều hành tương tự Unix như Linux hoặc BSD. Nó cho phép host hoặc mặt nạ mạng con, hostname và/hoặc phản hồi truy vấn giao thức Ident được sử dụng làm token lọc cho mục đích kiểm soát truy cập. 